# 稲荷町 (鹿児島市)
稲荷町（いなりちょう）は、鹿児島県鹿児島市の町。旧薩摩国鹿児島郡鹿児島城下稲荷馬場町、鹿児島市稲荷馬場町。郵便番号は892-0801。人口は1,236人、世帯数は513世帯（2020年10月1日現在）。稲荷町の全域で住居表示を実施している。

## 地理
鹿児島市中部、稲荷川の下流域に位置している。町域の北方から東方にかけては吉野町、東坂元、坂元町、南方には清水町、西方には皷川町にそれぞれ接している。
東端部を国道10号、並行して日豊本線が南北に通っており、吉野台地方面に鹿児島県道16号鹿児島吉田線が分岐している。
町域の西端部には鹿児島市立清水中学校が所在している。

### 河川
- 稲荷川

### 町名の由来
稲荷町という町名の由来は、稲荷町に鎮座する稲荷神社に由来する。

## 歴史

### 前史

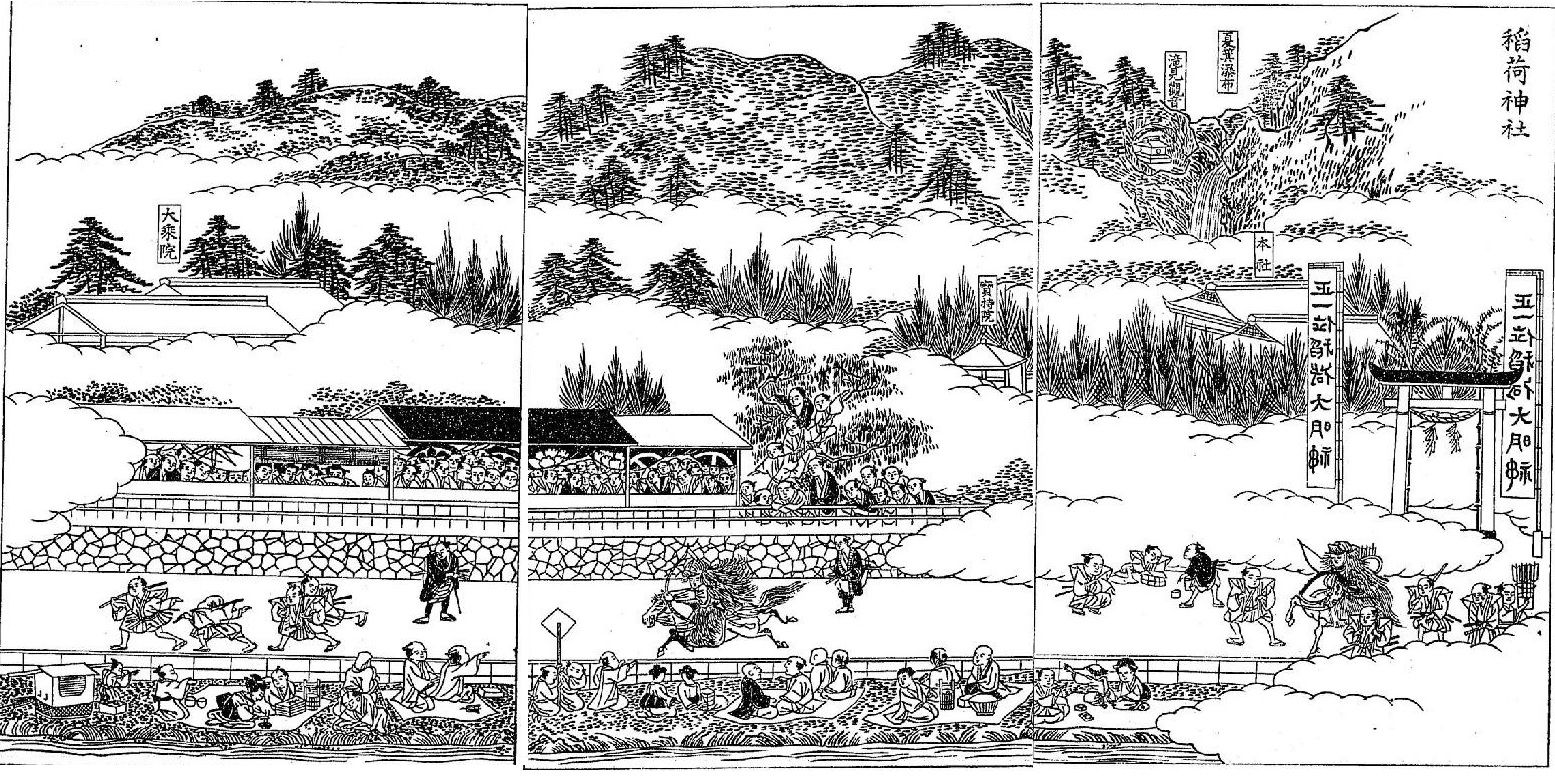
三国名勝図会に挿絵として掲載されている稲荷神社

稲荷町にある稲荷神社は、島津氏第9代当主島津忠国が市来（現在の日置市東市来町湯田）の稲荷神社を勧請して建立された神社であり、天正年間に火災で社殿が焼失し、現在地に移転している。
江戸時代には鹿児島城下のうちの鹿児島郡鹿児島近在坂元村の一部であった。寺院と門前地が連なっており、「天保城下絵図」によれば稲荷馬場町には大乗院、大興院、稲荷神社の別当院である宝持院が並んでいた。
大乗院前の通りは稲荷馬場と呼ばれており、稲荷馬場では旧暦の11月3日には流鏑馬の神事があり、稲荷市も開かれていた。稲荷市について薩摩藩の地誌である三国名勝図会では以下のように記載しており、豊後国府内の浜之市、肥後国天草の本戸之市と並んで九州三ノ大市と称している。「薩藩年中行事」によれば、稲荷市では日用品や小道具、骨董品、武具、古着、古本などが販売されていたという。
稻荷の市、　毎年十一月、當社祭日より蓮旬の間、近地通衛數町に亘り、浮鋪を出す、是を稻荷の市といふ、都鄙の男女、日に集り、求るに有らざるものなし、他國に於て、此市と、豊後國府内の濱之市と、肥後國天草の本戸之市とを以て、九州三の大市と稱ずるとかや、かくて此稲荷の市、最も大なりとす、—三国名勝図会巻之三

### 稲荷馬場町の成立
明治時代の初期頃に鹿児島郡鹿児島近在坂元村（現在の坂元町）から分割され鹿児島城下のうちの「稲荷馬場町」として設置された。明治時代初期の稲荷馬場町は士族が平民より多く居住しており、武家町であった。

### 市制施行以後
1888年（明治21年）に公布された市制（明治21年法律第1号）に基づき、1889年（明治22年）2月2日に官報に掲載された「 市制施行地」（内務省告示第1号）によって鹿児島が市制施行地に指定された。3月5日には鹿児島県令第26号によって鹿児島郡のうち50町村が市制による鹿児島市の区域と定められ、4月1日に市制が施行されたのに伴い、鹿児島郡50町村（山下町、平之馬場町、新照院通町、長田町、冷水通町、上竜尾町、下竜尾町、池之上町、鼓川町、稲荷馬場町、清水馬場町、春日小路町、車町、恵美須町、小川町、和泉屋町、浜町、向江町、栄町、柳町、易居町、中町、金生町、東千石馬場町、西千石馬場町、汐見町、泉町、築町、生産町、六日町、新町、松原通町、船津町、呉服町、大黒町、堀江町、住吉町、新屋敷通町、加治屋町、山之口馬場町、樋之口通町、薬師馬場町、鷹師馬場町、西田町、上之園通町、高麗町、下荒田町、荒田村、西田村、塩屋村）の区域より鹿児島市が成立した。それまでの稲荷馬場町は鹿児島市の町名「稲荷馬場町」となった。1899年（明治32年）1月9日には町名の改名が行われ、「稲荷馬場町」より馬場の字を取り「稲荷町」に改称した。
第二次世界大戦終戦後に北緯30度以南の区域がアメリカ軍の施政権下となったことにより、村域が北緯30度を跨りかつ北緯30度以南の中之島に村役場を置いていた大島郡十島村（じっとうそん）は、北緯30度以北にある上三島（硫黄島・竹島・黒島）のみが日本の施政権下に残り、村役場を失うこととなった。このことにより日本の施政権下に残った上三島を管轄する役場として、1946年（昭和21年）2月24日に十島村仮役場が稲荷町12番地に設置された。十島村仮役場は1947年（昭和22年）に築町（現在の名山町）に庁舎を建設して移転した。
1950年（昭和25年）には稲荷町に鹿児島市立玉龍高等学校（現在の鹿児島市立鹿児島玉龍中学校・鹿児島玉龍高等学校）が設置されたが、翌年の1951年（昭和26年）に玉龍高等学校は池之上町の福昌寺跡に移転し、それまで清水町に校舎があった鹿児島市立清水中学校が玉龍高等学校校舎跡に移転した。
1968年（昭和43年）7月1日には稲荷町の全域で住居表示が実施された。

### 町域の変遷
| 変更後               | 変更年       | 変更前           |
| -------------------- | ------------ | ---------------- |
| 鹿児島城下稲荷馬場町 | 明治時代初期 | 鹿児島近在坂元村 |

## 人口
以下の表は国勢調査による小地域集計が開始された1995年以降の人口の推移である。
| 年                 | 人口  |
| ------------------ | ----- |
| 1995年（平成7年）  | 1,478 |
| 2000年（平成12年） | 1,436 |
| 2005年（平成17年） | 1,354 |
| 2010年（平成22年） | 1,345 |
| 2015年（平成27年） | 1,243 |
| 2020年（令和2年）  | 1,236 |

## 施設

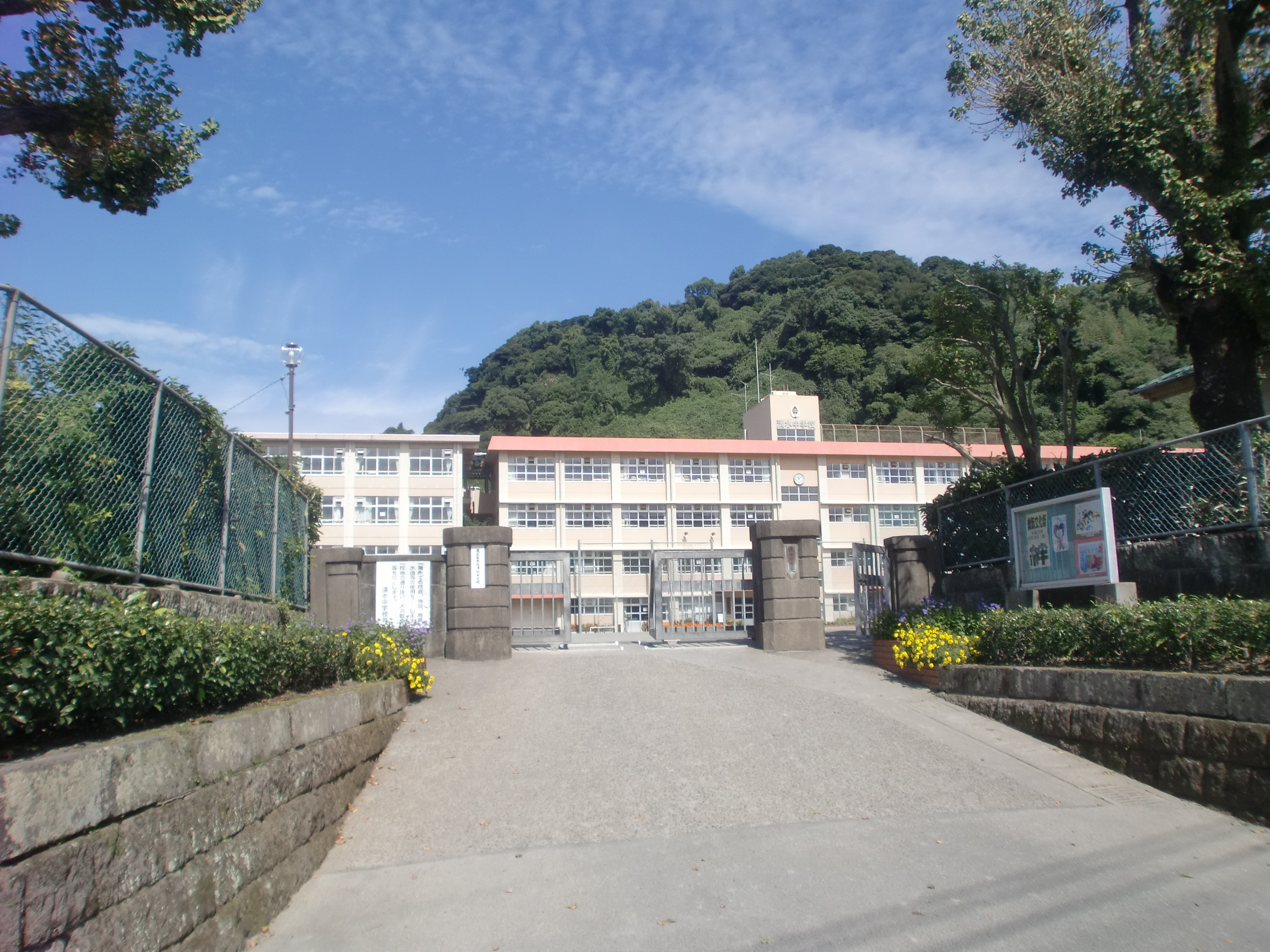
鹿児島市立清水中学校

### 教育
- 鹿児島市立清水中学校[31]

### 寺社
- 稲荷神社
- 不動寺

## 小・中学校の学区
市立小・中学校に通う場合、学区（校区）は以下の通りとなる。
| 町丁   | 番・番地 | 小学校               | 中学校               |
| ------ | -------- | -------------------- | -------------------- |
| 稲荷町 | 全域     | 鹿児島市立清水小学校 | 鹿児島市立清水中学校 |

## 交通

### 道路
一般国道
- 国道10号

主要地方道
- 鹿児島県道16号鹿児島吉田線

### 鉄道
町域内に駅は所在しないが、東端に日豊本線が通っている。以前は付近に清水町電停が所在していたが、鹿児島市電上町線が廃止されたため、現在の最寄駅は鹿児島駅である。

## 著名な出身者
- 玉利喜造（農学者、貴族院勅選議員）[10]
- 東郷青児（洋画家）[33]